# هيكتور أكوستا
هيكتور أكوستا (بالإسبانية: Héctor Acosta Quintero)‏ (24 نوفمبر 1991 في المكسيك - ) هو لاعب كرة قدم مكسيكي في مركز الدفاع. شارك مع منتخب المكسيك تحت 20 سنة لكرة القدم. أما مع النوادي، فقد لعب مع سانتوس لاغونا ونادي تولوكا.

## وصلات خارجية
- هيكتور أكوستا على موقع الاتحاد الدولي (مؤرشف)  (الإنجليزية)
- هيكتور أكوستا على موقع قاعدة بيانات كرة القدم.إي يو (الإنجليزية)
- هيكتور أكوستا على موقع Soccerway.com (الإنجليزية)
- هيكتور أكوستا على موقع AS.com (الإسبانية)